# Euroliga de 2025-26
A Temporada da Euroliga de 2025–26 será a 26ª temporada da era moderna da Euroliga  A competição sucedeu a Copa dos Campeões Europeus da FIBA, perfazendo desta forma a 69ª edição continental. O Fenerbahçe BEKO Istanbul defende seu título e busca sua terceira conquista.
O Contrato de Direitos de Nome de longa duração, que já durava 15 anos, com a empresa aérea Turkish Airlines foi encerrado para esta temporada finalizando a parceria que vinha desde a temporada 2010-11.

## Equipes participantes
A temporada atual terá uma expansão de dezoito para vinte equipes. ALBA Berlin, que na temporada passada já quase disputou a EuroCopa, optou na pessoa do seu presidente Marco Baldi sair da Euroliga após 24 anos disputando competições chanceladas pela EuroLeague Basketball (EuroLiga e EuroCopa). O Hapoel IBI Tel Aviv, venceu a EuroCopa de 2024-25 e dessa forma alcançou a vaga para a atual temporada. O Valencia Basket retorna à Liga beneficiando-se da expansão e com um contrato de permanência de três anos.
E por fim um novo participante vem do Oriente Médio, é o Dubai Basketball. Na temporada 2024-25 disputou apenas a Liga ABA (onde alcançou as semifinais ao ser eliminado por Partizan Mozzart Belgrade) e ingressa à Liga com contrato de cinco anos de duração.
As equipes russas, inclusive o acionista da Liga CSKA Moscow , permanecem suspensos em virtude da Guerra Russo-Ucraniana.
| Clube                              | Cidade natal    | Arena                         | Capacidade |
| ---------------------------------- | --------------- | ----------------------------- | ---------- |
| Anadolu Efes Istanbul              | Istambul        | Basketball Development Center | 10 000     |
| AS Monaco                          | Fontvieille     | Salle Gaston Médecin          | 5 000      |
| Baskonia Vitoria-Gasteiz           | Vitoria-Gasteiz | Fernando Buesa Arena          | 15 504     |
| Crvena Zvezda Meridianbet Belgrade | Belgrado        | Belgrade Arena                | 18 368     |
| Dubai Basketball                   | Dubai           | Coca-Cola Arena               | 17 000     |
| EA7 Emporio Armani Milan           | Milão           | Mediolanum Forum              | 12 700     |
| FC Barcelona                       | Barcelona       | Palau Blaugrana               | 7 585      |
| FC Bayern Munich                   | Munique         | SAP Garden                    | 12 500     |
| Fenerbahçe BEKO Istanbul           | Istambul        | Ülker Sports Arena            | 13 059     |
| Hapoel IBI Tel Aviv                | Tel Aviv        | Menora Mivtachim Arena        | 11 060     |
| LDLC ASVEL Villeurbanne            | Villeurbanne    | L'Astroballe                  | 5 556      |
| Maccabi Playtika Tel Aviv          | Tel Aviv        | Menora Mivtachim Arena        | 11 060     |
| Olympiacos Pireaus                 | Pireu           | Peace and Friendship Stadium  | 11 640     |
| Panathinaikos AKTOR Athens         | Atenas          | O.A.C.A                       | 18 989     |
| Paris Basketball                   | Paris           | Arena Adidas                  | 8 000      |
| Partizan Mozzart Belgrade          | Belgrado        | Belgrade Arena                | 18 368     |
| Real Madrid                        | Madrid          | WiZink Center                 | 15 000     |
| Valencia Basket                    | Valência        | Fonte de São Luis             | 9 000      |
| Virtus Bologna                     | Bolonha         | UNIPOL Arena                  | 9 980      |
| Žalgiris Kaunas                    | Caunas          | Žalgirio Arena                | 15 552     |

fonte: euroleague.net/teams

### Equipes por país
| País                   | Equipe                                                                    |
| ---------------------- | ------------------------------------------------------------------------- |
| Alemanha               | - FC Bayern Munich                                                        |
| Emirados Árabes Unidos | - Dubai Basketball                                                        |
| Espanha                | - Baskonia Vitoria-Gasteiz - FC Barcelona - Real Madrid - Valencia Basket |
| França                 | - AS Monaco - LDLC ASVEL Villeurbanne - Paris Basketball                  |
| Grécia                 | - Olympiacos Pireaus - Panathinaikos AKTOR Athens                         |
| Israel                 | - Hapoel IBI Tel Aviv - Maccabi Playtika Tel Aviv                         |
| Itália                 | - EA7 Emporio Armani Milan - Virtus Bologna                               |
| Lituânia               | - Žalgiris Kaunas                                                         |
| Sérvia                 | - Crvena Zvezda Meridianbet Belgrade - Partizan Mozzart Belgrade          |
| Turquia                | - Anadolu Efes Istanbul - Fenerbahçe BEKO Istanbul                        |

## Formato de competição
Apesar da expansão no número de participantes para a temporada, o sistema de competição permanece no sistema "todos contra todos (Round-Robin)" com 38 rodadas que serão disputadas entre 30 de setembro de 2025 e 17 de abril de 2026. Ao fim dessa fase, dita Temporada Regular, apuram-se os dez primeiros colocado onde os primeiros seis estão automaticamente classificados para os Playoffs,  enquanto os 7º, 8º 9º e 10º colocados disputam duas vagas nos Playoffs através dos Play-ins.
Os Playoffs são disputados em "melhor-de-cinco" com quem vencer o terceiro jogo primeiro se classifica para o Final Four.
Uma outra alteração no formato foi a remoção do jogo decidindo terceiro colocado no Final Four.

## Temporada Regular

### Tabela de classificação
| Pos. | Clube                              | J | V | D | %V | P+ | P- | SP | C | F | Pr. | U10 | Classificação |
| ---- | ---------------------------------- | - | - | - | -- | -- | -- | -- | - | - | --- | --- | ------------- |
| 1    | Anadolu Efes Istanbul              |   |   |   |    |    |    |    |   |   |     |     | Playoffs      |
| 2    | AS Monaco                          |   |   |   |    |    |    |    |   |   |     |     | Playoffs      |
| 3    | Baskonia Vitoria-Gasteiz           |   |   |   |    |    |    |    |   |   |     |     | Playoffs      |
| 4    | Crvena Zvezda Meridianbet Belgrade |   |   |   |    |    |    |    |   |   |     |     | Playoffs      |
| 5    | Dubai Basketball                   |   |   |   |    |    |    |    |   |   |     |     | Playoffs      |
| 6    | EA7 Emporio Armani Milan           |   |   |   |    |    |    |    |   |   |     |     | Playoffs      |
| 7    | FC Barcelona                       |   |   |   |    |    |    |    |   |   |     |     | Play-ins      |
| 8    | FC Bayern Munich                   |   |   |   |    |    |    |    |   |   |     |     | Play-ins      |
| 9    | Fenerbahçe BEKO Istanbul           |   |   |   |    |    |    |    |   |   |     |     | Play-ins      |
| 10   | Hapoel IBI Tel Aviv                |   |   |   |    |    |    |    |   |   |     |     | Play-ins      |
| 11   | LDLC ASVEL Villeurbanne            |   |   |   |    |    |    |    |   |   |     |     |               |
| 12   | Maccabi Playtika Tel Aviv          |   |   |   |    |    |    |    |   |   |     |     |               |
| 13   | Olympiacos Pireaus                 |   |   |   |    |    |    |    |   |   |     |     |               |
| 14   | Panathinaikos AKTOR Athens         |   |   |   |    |    |    |    |   |   |     |     |               |
| 15   | Paris Basketball                   |   |   |   |    |    |    |    |   |   |     |     |               |
| 16   | Partizan Mozzart Belgrade          |   |   |   |    |    |    |    |   |   |     |     |               |
| 17   | Real Madrid                        |   |   |   |    |    |    |    |   |   |     |     |               |
| 18   | Valencia Basket                    |   |   |   |    |    |    |    |   |   |     |     |               |
| 19   | Virtus Bologna                     |   |   |   |    |    |    |    |   |   |     |     |               |
| 20   | Žalgiris Kaunas                    |   |   |   |    |    |    |    |   |   |     |     |               |

Classificação extraída no sítio oficial da euroleague.net.

### Partidas disputadas
| ↓ Casa\Visitante →                 | EFS | ASM | BKN | CVZ | DUB | EA7 | BAR | BAY | FBB | HAP | ASV | MTA | OLY | PAR | PAO | PAT | RMB | VAL | VIR | ZAL |
| ---------------------------------- | --- | --- | --- | --- | --- | --- | --- | --- | --- | --- | --- | --- | --- | --- | --- | --- | --- | --- | --- | --- |
| Anadolu Efes Istanbul              |     |     |     |     |     |     |     |     |     |     |     |     |     |     |     |     |     |     |     |     |
| AS Monaco                          |     |     |     |     |     |     |     |     |     |     |     |     |     |     |     |     |     |     |     |     |
| Baskonia Vitoria-Gasteiz           |     |     |     |     |     |     |     |     |     |     |     |     |     |     |     |     |     |     |     |     |
| Crvena Zvezda Meridianbet Belgrade |     |     |     |     |     |     |     |     |     |     |     |     |     |     |     |     |     |     |     |     |
| Dubai Basketball                   |     |     |     |     |     |     |     |     |     |     |     |     |     |     |     |     |     |     |     |     |
| EA7 Emporio Armani Milan           |     |     |     |     |     |     |     |     |     |     |     |     |     |     |     |     |     |     |     |     |
| FC Barcelona                       |     |     |     |     |     |     |     |     |     |     |     |     |     |     |     |     |     |     |     |     |
| FC Bayern Munich                   |     |     |     |     |     |     |     |     |     |     |     |     |     |     |     |     |     |     |     |     |
| Fenerbahçe Beko Istambul           |     |     |     |     |     |     |     |     |     |     |     |     |     |     |     |     |     |     |     |     |
| Hapoel IBI Tel Aviv                |     |     |     |     |     |     |     |     |     |     |     |     |     |     |     |     |     |     |     |     |
| LDLC ASVEL Villeurbanne            |     |     |     |     |     |     |     |     |     |     |     |     |     |     |     |     |     |     |     |     |
| Maccabi Playtika Tel Aviv          |     |     |     |     |     |     |     |     |     |     |     |     |     |     |     |     |     |     |     |     |
| Olympiacos Piraeus                 |     |     |     |     |     |     |     |     |     |     |     |     |     |     |     |     |     |     |     |     |
| Paris Basketball                   |     |     |     |     |     |     |     |     |     |     |     |     |     |     |     |     |     |     |     |     |
| Panathinaikos AKTOR Athens         |     |     |     |     |     |     |     |     |     |     |     |     |     |     |     |     |     |     |     |     |
| Partizan Mozzart Bet Belgrado      |     |     |     |     |     |     |     |     |     |     |     |     |     |     |     |     |     |     |     |     |
| Real Madrid                        |     |     |     |     |     |     |     |     |     |     |     |     |     |     |     |     |     |     |     |     |
| Valencia Basket                    |     |     |     |     |     |     |     |     |     |     |     |     |     |     |     |     |     |     |     |     |
| Virtus Bologna                     |     |     |     |     |     |     |     |     |     |     |     |     |     |     |     |     |     |     |     |     |
| Žalgiris Kaunas                    |     |     |     |     |     |     |     |     |     |     |     |     |     |     |     |     |     |     |     |     |